# 리크
리크(leek)는 부추속의 재배 식물이다. 리크를 "서양 대파"로 부르기도 하고, 서양에서 대파를 "아시아 리크"라 부르기도 하지만, 파(A. fistulosum)와는 종이 다르다. 코끼리마늘(A. ampeloprasum)의 재배종이며, 같은 종의 재배 식물로는 코끼리마늘과 구슬양파 등이 있다. 대파보다 줄기가 굵고 통통하며, 감칠맛이 강해 구이나 볶음 요리 등에 쓰인다.

## 사진

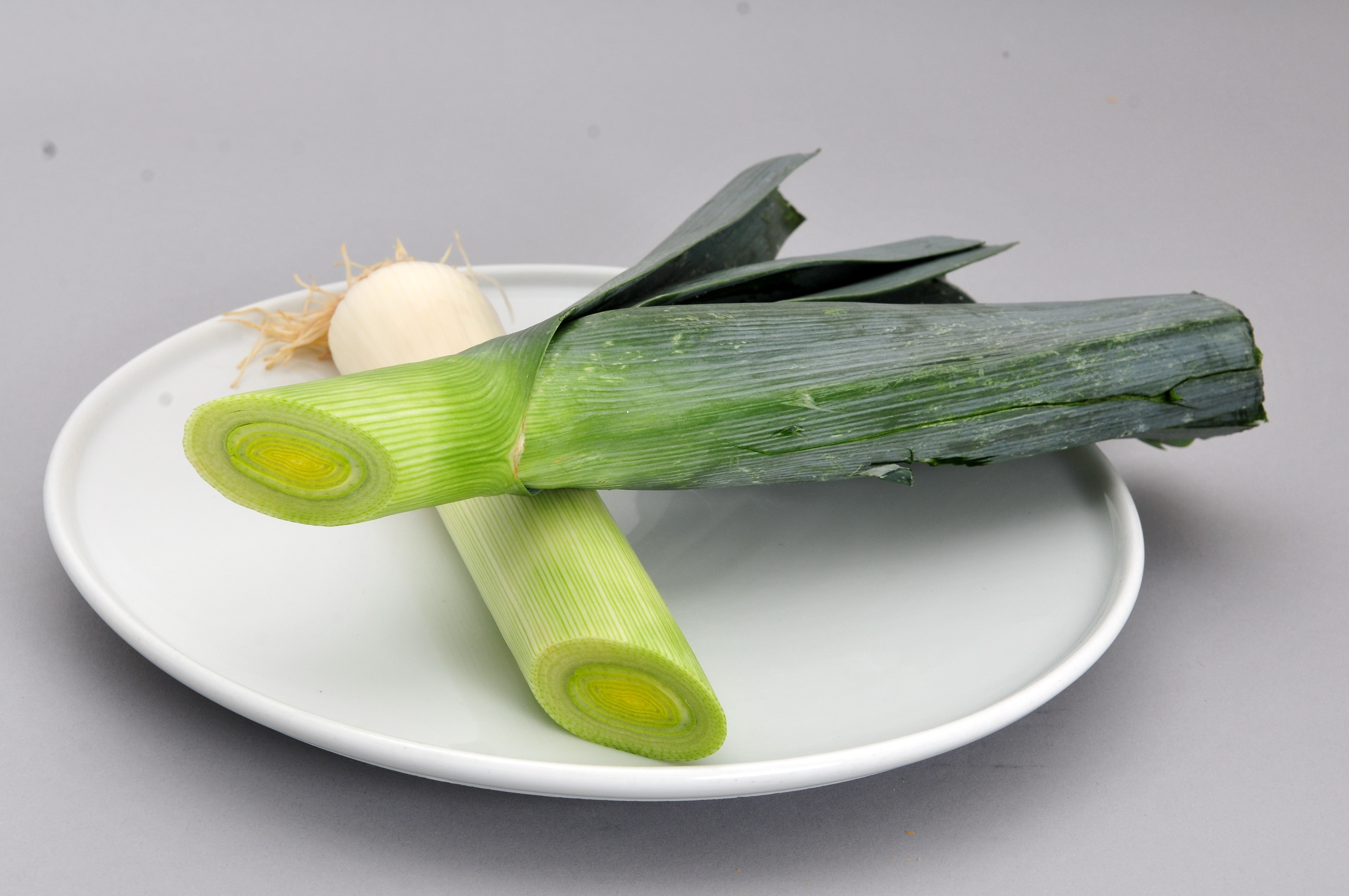
리크
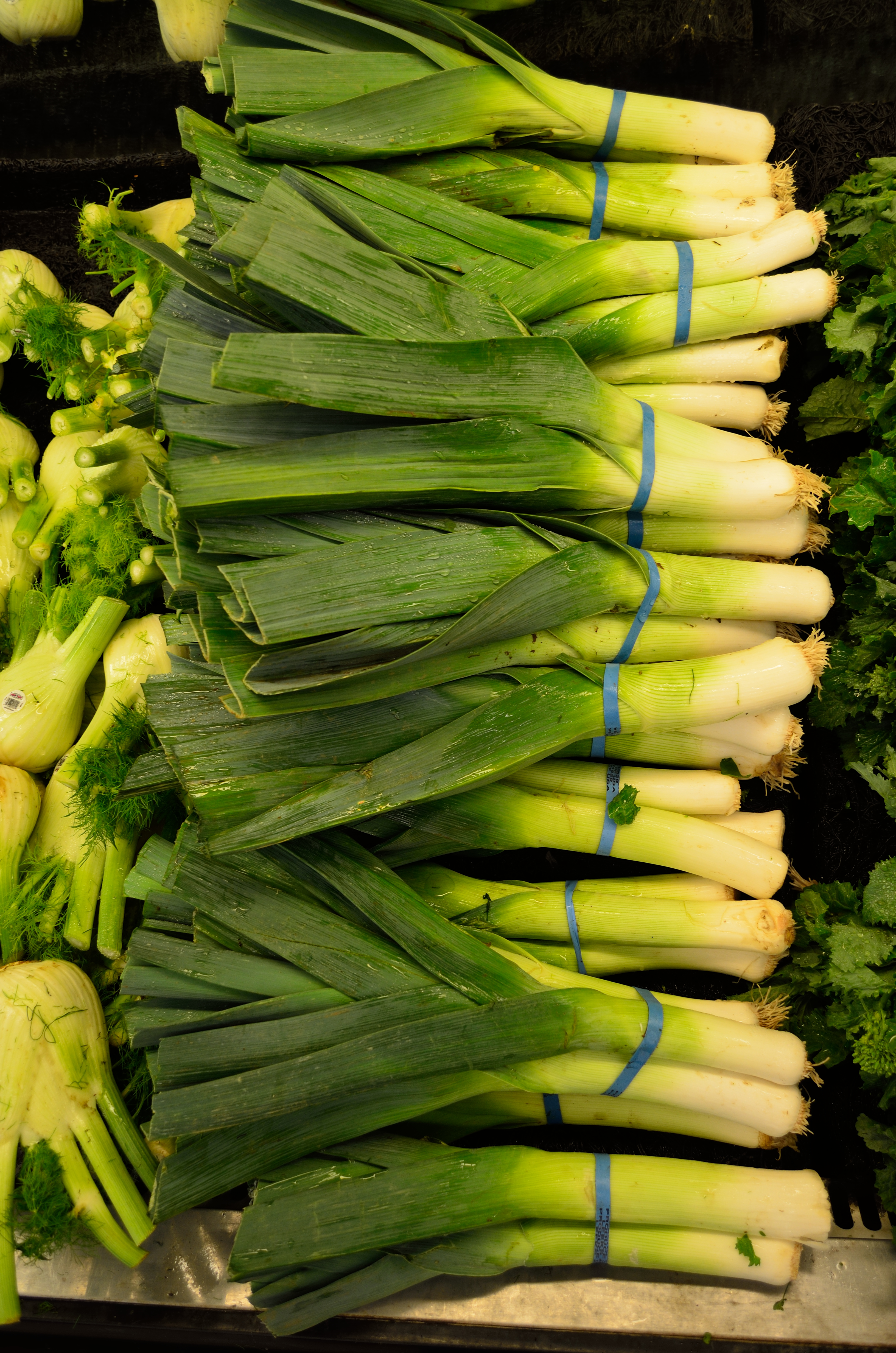
시장에서 파는 리크
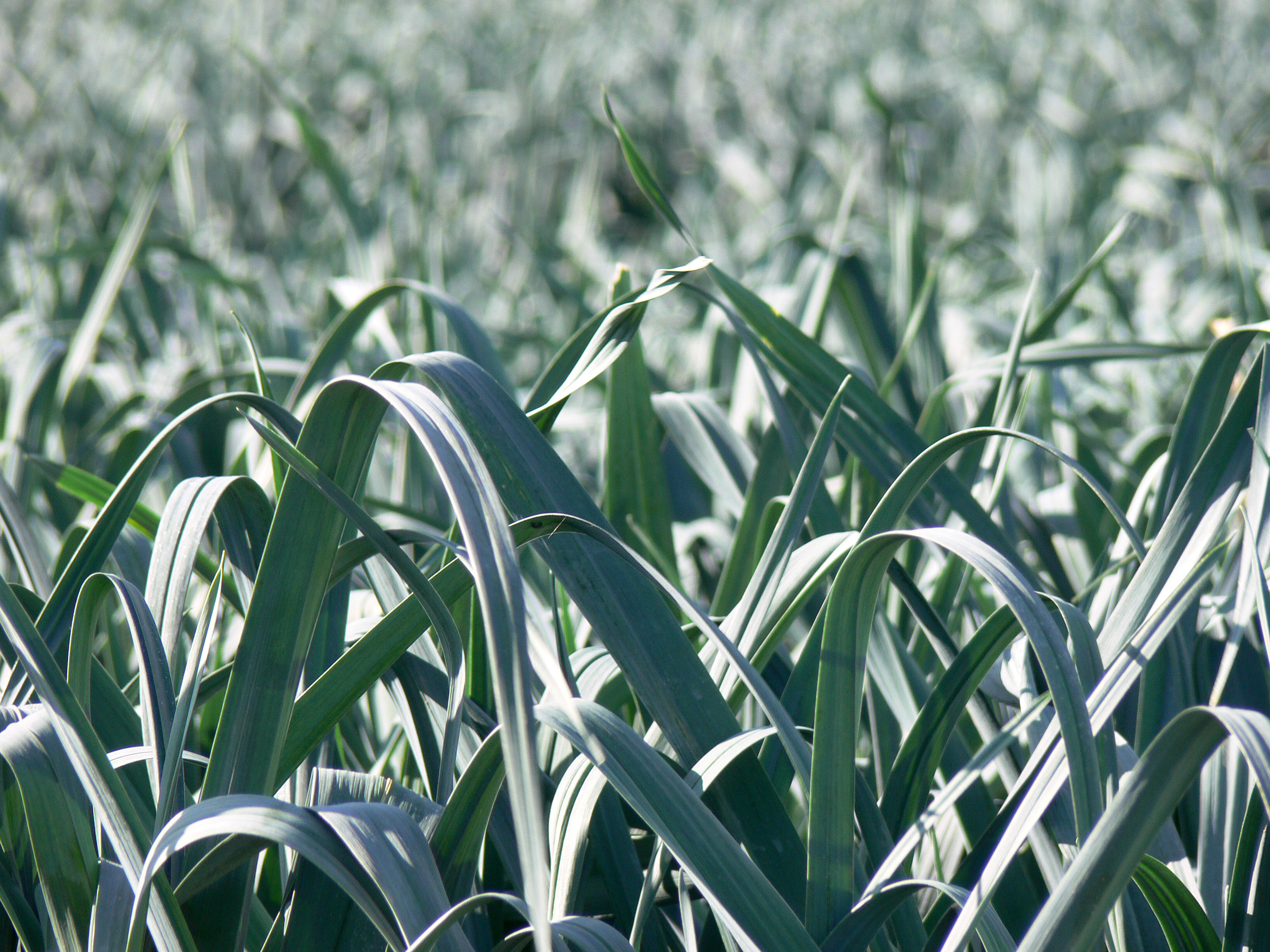
리크 재배지

## 같이 보기
- 파오리
- 하츠네 미쿠
- 채소 목록
- 파돌리기송
- 파 (채소)